# Suzelia coccinea
Suzelia coccinea är en skalbaggsart som först beskrevs av Bates 1879.  Suzelia coccinea ingår i släktet Suzelia och familjen långhorningar.
Artens utbredningsområde är Madagaskar. Inga underarter finns listade i Catalogue of Life.